# Sijfert Hendrik Koorders
Sijfert Hendrik Koorders (29 de noviembre de 1863-16 de noviembre de 1919) fue un botánico, micólogo, algólogo y explorador neerlandés.

## Biografía
Fue "oficial forestal", desde 1885, bajo empleo del "D.E.I. Servicio Forestal", en Java. En 1888 avanza en la investigación de la flora arbórea de Java. En septiembre de 1892 es curador del "Buitenzorg Herbarium".
En 1895 visita muchos herbarios europeos, y termina la compilación de la flora de las montañas de Java. Estudia en Europa, y en 1897, recibió su doctorado en historia natural por la Universidad de Bonn.
En octubre de 1897 vuelve a Java, y desde 1898 trabaja una vez más en el Herbario; es director en 1903. En 1906 retorna a Europa, por enfermo. En 1910 otra vez en Buitenzorg, para continuar su obra.
En 1912 funda la "Society for Nature Preservation" en la D.E.I.
Identificó y nombró numerosas especies de la flora de Malasia.

## Obra
- Koord. 1893. Zakflora voor Java. Sleutel tot de geslachten en familiën der woudboomen van Java. Batavia 1893, 120 pp.
- Koord. & Th. Valeton. 1894. Bijdragen tot de kennis der boomsoorten van Java. (Gravenhage 1894-1914, 13 vols.
- Koord. & Th. Valeton. 1913. Atlas der Baumarten im Anschluss an die “Bijdragen tot de kennis der boomsoorten van Java”’. Leiden 1913-18, 4 vols.
- Koord. 1911. Exkursionsflora von Java, mit besonderer Berücksichtigung der im Hochgebirge wildwachsenden Arten. Jena 1911-12, 3 vols + 1 vol. atlas, 1913-37; cf. también C.A. Backer: ‘Kritiek op de Exkursionsflora von Java’. Weltevreden 1913, 67 pp., & S.H. Koorders: ‘Opmerkingen over eene Buitenzorgsche kritiek op mijne Exkursionsflora von Java’. Batavia 1914, 201 pp.
- Koord. 1918. Flora von Tjibodas, umfassend die Blütenpflanzen, welche in der botanischen Tjibodas-Waldreserve and oberhalb derselben auf den West-Javanischen Vulkanen Pangerango and Gede wildwachsend vorkommen. Batavia 1918
- Koord. 1887. Goenoeng Moerija. Nat. Tijdschr. N.I. 47, 1887, p. 260-275
- Koord. 1888. Verslag van een dienstreis naar de Karimon Djawa-eilanden. Nat. Tijdschr. N.I. 48, 1888, p. 20-132
- Koord.; J. IJzerman. 1895. Dwars door Sumatra. Haarlem/Batavia 1895, + ill. & mapa
- Koord. 1909. Vaartocht langs de Kwantan van Moerja Palangkei naar Padang Tarab (en IJzerman, Dwars door Sumatra, l.c. p. 220-241); ‘Losse schetsen der vegetatie van Equatoriaal Sumatra’. En ‘Dwars door Sumatra’ l.c. p. 507-536); ‘Die Vegetationsschilderung eines rezenten tropischen Wald-Sum pfflachmoores’ (Jahrb. Preuss. Geol. Landsanst. 30, 1909, p. 398-443
- Koord. 1893. Onderzoek der Boschboomflora op Java en Versl. Pl. Tuin Buitenzorg for 1893, p. 78-90
- Koord.; Versl. 1898. Pl. Tuin Buitenzorg for 1894, p. 69. S.H. Koorders: ‘Verslag eener botanische dienstreis door de Minahassa’ (Meded. ’s Lands Plantentuin N.º 19, 1898, p. 1-716); ‘Eenige aanvullingen en verbeteringen van mijn verslag eener botanische dienstreis door de Minahassa’. Nat. Tijdschr. N.I. 61, 1901, p. 250-261
- Koord. 1895. Iets over een vindplaats van fossiele planten en dieren bij Sonder in de Minahassa. Tijdschr. K.N.A.G. 12, 1895, p. 395-398
- Koord. 1910. Systematisches Verzeichnis der zum Herbar Koorders gehörenden, en: Niederländisch-Ostindien, besonders in den Jahren 1888-1903 gesammelten Phanerogamen and Pteridophyten nach den Original-Einsammlungsnotizen and Bestimmungs-Etiketten unter Leitung von Dr S.H. Koorders zusammengestellt and herausgegeben von Frau Koorders -Schumacher’. Buitenzorg 1910-14; 1.ª parte de Java; pts 2-5 Sumatra, Celebes, Lombok y otras islas
- Koord. 1904. Enumeratio specierum phanerogamarum Minahassae. cf. reportes mencionados sub 9 and Nat. Tijdschr. N.I. 63, 1904, p. 76-89, 90-99; Supplementen op het eerste overzicht der Flora van N.O. Celebes. Batavia, pt 1, § 1-2, 1918-20, p. 1-30, 31-50, pl. 1-10, 11-14. 2.ª reimpresión del Bull. Jard. Bot. Buit. sér. 3, vol. 2, 1920, p. 242-260, pl. 4-7); pt 2, 1922, pl. 1-127; pt 3, 1922, p. 1-60

## Honores

### Eponimia
Género de fungi
- (clase Dothideomycetes) Koordersiella Höhn. 1909

Géneros botánicos
- (Anacardiaceae) Koordersiodendron Engl. ex Koord.[1]
- (Poaceae) Koordersiochloa Merr.[2] sin. (Poaceae) Streblochaete Hochst. ex A.Rich.[3]

Especies (67 + 8 + 2 registros)
- (Acanthaceae) Parastrobilanthes koordersii (C.B.Clarke ex Koord.) Bremek.[4]
- (Begoniaceae) Begonia koordersii Warburg ex L.B.Sm. & Wassh.[5]
- (Costaceae) Tapeinochilos koordersianus Ridl.[6]
- (Magnoliaceae) Magnolia koordersiana (Noot.) Figlar[7]
- (Myrtaceae) Syzygium koordersianum (King) I.M.Turner[8]

- La abreviatura «Koord.» se emplea para indicar a Sijfert Hendrik Koorders como autoridad en la descripción y clasificación científica de los vegetales.[9]